# Муреш
Вижте пояснителната страница за други значения на Муреш.
Муреш (Марош) (на румънски: Mureș; на унгарски: Maros; на немски: Mieresch; на латински: Marisus) е река в Румъния (окръзи Харгита, Муреш, Алба, Хунедоара, Арад и Тимиш) и Унгария (област Чонград), ляв приток на Тиса (ляв приток на Дунав) Дължина 789 km (по други данни 803 km). Площ на водосборния басейн 30 332 km².
Реката е известна от описание на Херодот през 484 г. пр.н.е., под името Марис. Тя е спомената и през 948 г. в документ на византийския император Константин VII под името Мурезис.

## Географска характеристика

### Извор, течение, устие
Река Муреш се образува от сливането на двете съставящи я реки Сенетея (8 km, лява съставяща) и Чиндени (11 km, дясна съставяща), водещи началото си от северния склон на масива Харгита (част от Източните Карпати), на 784 m н.в., на 3 km южно от село Вошлабени, в централната част на окръг Харгита в Румъния. В най-горното си течение пресича от юг на север Топлицко-Геогенската котловина, разположена между източнокарпатските масиви Джурджеу (на североизток и изток), Харгита (на юг) и Гургиу (на югозапад и запад). В северната част на котловината завива на запад и чрез тесен и дълъг около 40 km пролом между масивите Гургиу на юг и Келиман на север при село Валений де Муреш излиза в източната част на Трансилванското плато на около 400 m н.в. Тук Муреш тече на югозапад през южната част на платото в широка и плитка долина и спокойно течение. След град Алба Юлия долината ѝ отново се стеснява, на места става каньоновидна, разделяща Западните Румънски планини (Апусени) на север от Южните Карпати на юг. При град Липова Муреш излиза от планините и навлиза в източната част на обширната Среднодунавска низина (Алфьолд). След румънския град Недлаг на протежение от 21 km Муреш е гранична река между Румъния и Унгария, а южно от унгарския град Мако изцяло навлиза на унгарска територия. След 50 km се влива отляво в река Тиса (ляв приток на Дунав), на 76 m н.в., в източната част на град Сегед в областта Чонград.

### Водосборен басейн, притоци
На север водосборният басейн на Муреш (Марош) граничи с водосборните басейни на реките Кьорьош, Самош (Сомеш) и други по-малки леви притоци на Тиса, на североизток, изток, югоизток и юг – с водосборните басейни на реките Сирет, Олт, Жиу и Черна (леви притоци на Дунав), а на югозапад – с водосборните басейни на реките Тимиш (Тамиш, ляв приток на Дунав), Бечей и Златица (Аранка, леви притоци на Тиса). В тези си граници площта на водосборния басейн на реката възлиза на 30 332 km² (19,29% от водосборния басейн на Тиса).
Основни притоци:
- леви – Нираж (82 km, 651 km²), Търнава (23 km, 6253 km²) с притоците си Търнава Маре (249 km, 3666 km²) и Търнава Мике (196 km, 2071 km²), Себеж (96 km, 1304 km²), Куджир (67 km, 358 km²), Орещие (51 km, 399 km²), Стрей (93 km, 1983 km²), Черна (73 km, 727 km²);
- десни – Комло (59 km, 643 km²), Ариеш (166 km, 3005 km²).[2]

### Хидроложки особености
Река Муреш има смесено подхранване, с преобладаване на снежно-дъждовното. Пълноводието ѝ е през пролетта и началото на лятото, а маловодието – в края на лятото и есента. Често явление са епизодичните летни прииждания в резултат на поройни дъждове във водосборния ѝ басейн, които причиняват големи наводнения в долината ѝ. Замръзва само в студени зими от края на декември до края на февруари, предимно в горното течение. Среден годишен отток при град Арад 177 m³/sec.

## Стопанско значение, градове
Муреш е плавателна река за плиткогазещи съдове само по време на пълноводие до град Алба Юлия. В долното течение, в Среднодунавската низина коритото ѝ на големи участъци е изправено и коригирано с водозащитни диги. В миналото се е използвала за транспортиране на дървен материал (предимно в горното течение), а сега водите ѝ (основно в долното течение) се използват за напояване.
По цялото си протежение долината ѝ е гъсто заселена, като най-големите селища са градовете Топлица (окръг Харгита), Регин, Търгу Муреш и Лудуш (окръг Муреш), Окна Муреш, Аюд и Алба Юлия (окръг Алба), Орещие, Симерия и Дева (окръг Хунедоара), Липова и Арад (окръг Арад) в Румъния и градовете Мако и Сегед в Унгария.